# Фабричная (платформа)
Фабри́чная — остановочный пункт Рязанского направления Московской железной дороги в городе Раменское. Открыт в 1936 году для работников ткацко-прядильной фабрики «Красное знамя».
Рядом расположен футбольный стадион «Красное знамя», две остановки городских автобусов, розничный рынок. Неподалёку находится Раменская центральная районная больница.
Остановочный пункт состоит из двух платформ. Платформа № 1 является основной, оборудована терминалами АСКП и принимает поезда по направлению на Москву и большую часть пригородных поездов по направлению на Голутвин. Платформа № 2 предназначена для разгрузки основной платформы и принимает некоторые пригородные поезда, следующие в дальнее Подмосковье, до таких станций, как Голутвин и Рязань. Платформа № 2 не сообщается с пешеходным мостом и турникетами не оборудована, для открытия и закрытия поездок по тарифам МЦД установлены валидаторы.